# النظام القديم والثورة (كتاب)
النظام القديم والثورة (بالفرنسية: L'Ancien Régime et la Révolution)‏ هو كتاب ألفه المؤرخ الفرنسي ألكسي دو توكفيل نشره عام 1856. الكتاب يحلل المجتمع الفرنسي قبل الثورة الفرنسية.

## وصلات خارجية
- النظام القديم والثورة على موقع الموسوعة البريطانية (الإنجليزية)